# キング・クローン

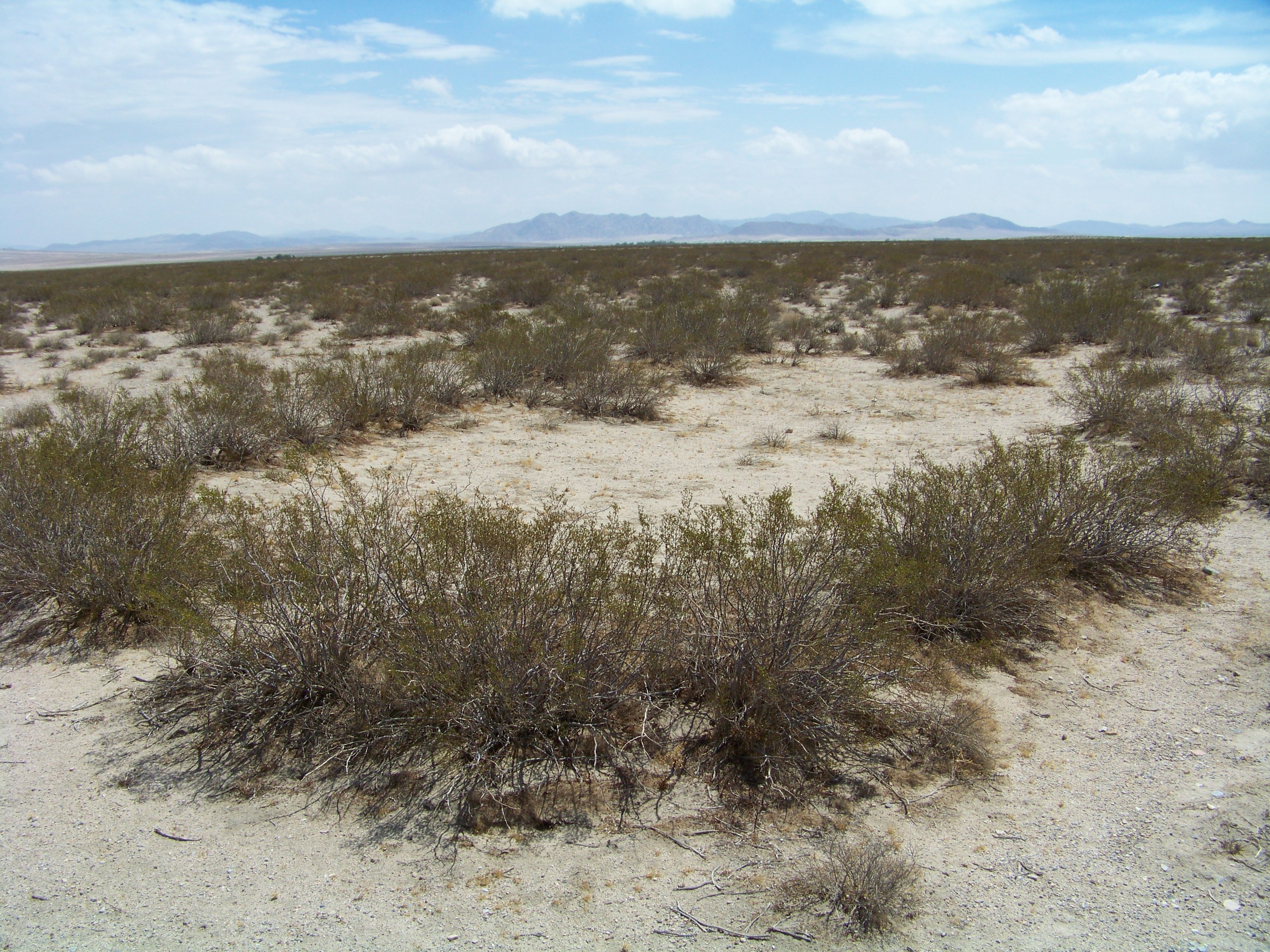
キングクローン

キング・クローン（King Clone）は、アメリカ合衆国カリフォルニア州のモハーヴェ砂漠にあるクレオソートブッシュ（チャパラル、Larrea tridentata）の環状のクローン性コロニー（個体群）であり、世界最古の植物の個体群であると考えられている。個体群の年齢は11,700歳と推定され、クローン性生物を1つの生物とみなすと、世界最古の生物の個体となる。このLarrea tridentataの単一クローンの個体群の輪は、最大の直径が20mに達し、平均直径は14mである。

## 地理
キング・クローンは、モハーヴェ砂漠中央部の、カリフォルニア州道247号をルサーンバレーとランダースの中間のジョンソンバレーで北のベッセマー・マイン・ロードに分岐し、そこから約0.6マイル進んだ道沿いにある。一帯はクレオソート環保護区に指定されており、立ち入りが制限されている。

## 年齢の推定
キング・クローンの存在の確認と年齢の推定は、カリフォルニア大学リバーサイド校教授のFrank Vasekによって行われた。クレオソート個体群が実際には1つの生物であるという仮説をVasekが立て、Leonel da Silveira Lobo O'Reilly Sternbergが、個体群の中の植物は他の植物の個体群よりも、より類似した特徴を持っているという論文を書いた。その後、Vasekは2つの方法を使用して個体群の年齢を推定した。1つは、年輪年代学の要領による、1年間に成長する距離と個体群の大きさからの推定である。もう1つは、個体群の中心にあった木片の放射性炭素年代測定と、それぞれの距離と生きている個体との間の距離の計測からの推定である。どちらの測定法からでも、約11,700歳という同様の結果が得られた。